# TM-46

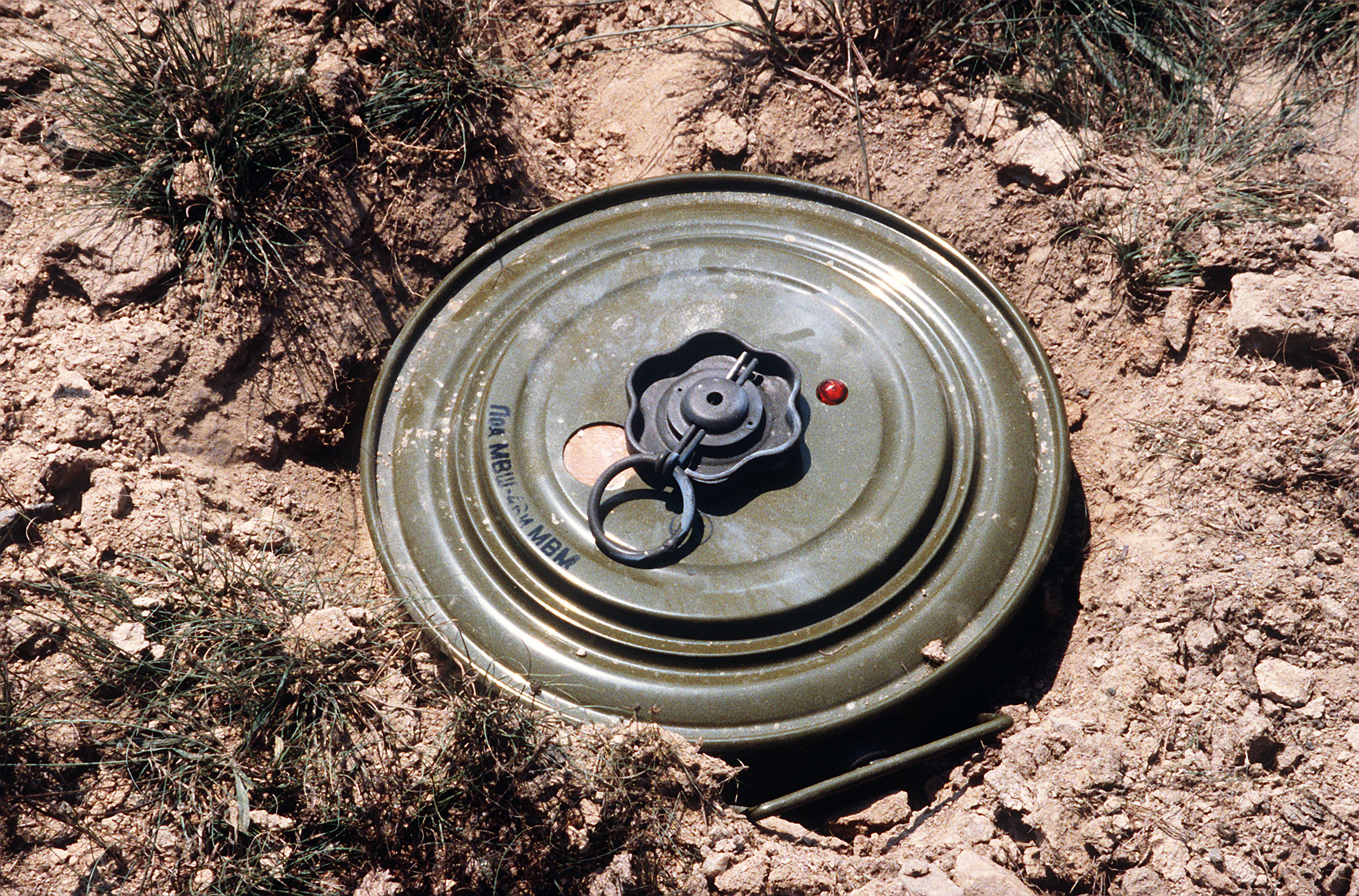
TM-46

A TM-46 é uma mina terrestre antitanque de fabrico soviético.